# Dorilla in Tempe
Dorilla in Tempe ist eine Pastoral-Oper (Originalbezeichnung: „melodramma eroico pastorale“) in drei Akten von Antonio Vivaldi (Musik) mit einem Libretto von Antonio Maria Lucchini. Sie wurde am 9. November 1726 im Teatro Sant’Angelo in Venedig uraufgeführt. Die Partituren der Originalfassung von 1726 (RV 709a) und einer Prager Fassung von 1732 (RV 709b) sind verschollen. In neuerer Zeit wird daher eine Pasticcio-Fassung mit einigen Arien anderer Komponisten aus dem Jahr 1734 (RV 709c) gespielt, deren Partitur in einer nochmals überarbeiteten Fassung (RV 709d) erhalten ist.

## Handlung
Die folgende Inhaltsangabe entspricht der Fassung von 1734 RV 709c. Zusätzlich sind die Titel der Austauscharien aus RV 709d angegeben.
Die Oper spielt in Tempe, einem lieblichen Ort in Thessalien.

### Vorwort des Librettos, Prag 1732
„Zur Zeit, als Apollo aus dem Himmel vertrieben in der Welt, als in seinem Elend unter dem Nahmen Nomii sich aufhielte, hüthete er die Schaaffe Admeti, deß Königs in Thessalien; als er gegen dessen Tochter Dorillam, welche von dem Oraculo der dasselbige gantze Land verwüstenden, und jedermänniglichen schröckenden Schlangen Pythoni ausgesetzet ware gewesen, hefftig mit Lieb entzündet ware. Diese aber, obwohlen sie durch die Wunderwürckende Hand Apollinis, als deß vermeinten Hirtens Nomii aus dem Rachen deß abentheuerischen Pythonis bereits gerissen ware; hinge sie doch an ihrem geliebten Elmiro also vest an, daß sie, unerachtende die empfangene Wohlthat, von ihrem Erretter, ihme eine Gegen-Lieb zu bezeigen, nicht kunte erbettet werden. Nun der gantze Grund bestehet in der Fabel, welche nicht allein wegen der sowohl zierlichen als einfältigen Einrichtung, sondern auch, und viel mehr wegen der vortrefflich erlustigenden Harmonie deß Herrn Don Antonii Vivaldi, als welcher durch gegenwärtige Composition, und zugleich Krafft seiner Geist-vollen Ideen, auf mehreren Italiänischen Schaubühnen so wohl einen besonderen Applausum, als Admirirung seiner Music verdienet hat, solte vor angenehm gehalten werden. Demnach aber nicht allein Hirten, sondern andere Gattungen der Personen auftretten werden; als ist die Action Melodrama betittelt worden. Deine gewöhnliche Willigkeit wird ihr angenehm seyn lassen, und mich vor dießmal wegen hinterlassener Verteutschung, als welche die Kürtze der Zeit nicht zugelassen, (ohne deme, daß zu hoffen seye, es müsse die sonst hier Orts, denen so wohl Hoch- als Wohlgebohrnen Herren, Herren Spectatoribus gantz familiar wordene Italiänische Sprach zu verstehen, zumahlen nach in dieser Königl. Haupt-Stadt ungefehr funffzig genossenen Operistischen Actionen) nicht mehr beschwerlich vorfallen. Lebe glückseelig.“

### Kurzfassung
Erster Akt. Dorilla, die Tochter König Admetos, liebt unstandesgemäß den Hirten Elmiro. Die beiden halten ihre Beziehung geheim. Als der Drache Pitone das Reich bedroht, verkündet das Orakel, dass Dorilla geopfert werden müsse, um den Zorn des Himmels zu beschwichtigen. Admeto hat keine Einwände, und auch Dorilla erklärt sich dazu bereit. Die Hirtin Eudamia, die in Elmiro verliebt ist, versucht vergeblich, ihn zu trösten. Eudamia wird ihrerseits vom Schäfer Filindo geliebt und nutzt dessen Gefühle für ihre Zwecke aus. Unmittelbar vor der Opferung an der Meeresküste tötet der vermeintliche Hirte Nomio (in Wirklichkeit der Gott Apollo) den Drachen und rettet Dorilla.
Zweiter Akt. Nomio erbittet von Admeto als Lohn für seine Heldentat die Hand Dorillas. Admeto stimmt zu. Um ihre Rivalin unter Druck zu setzen, offenbart Eudamia mit Filindos Hilfe Dorillas Beziehung zu Elmiro. Nomio, der Eudamias Eifersucht durchschaut, verspricht ihr Erfolg. Während Elmiro nach einem Ausweg sucht, feiern die Einwohner ihre Rettung vor dem Drachen mit einem Festmahl und einem Jagdausflug.
Dritter Akt. Dorilla und Elmiro sind gemeinsam geflohen. Admeto glaubt jedoch, dass seine Tochter entführt wurde. Nomio spürt das Paar auf und bringt die beiden zurück. Admeto verurteilt Elmiro zum Tod, und Dorilla muss weiterhin Nomio heiraten. Sie soll zudem Elmiros Hinrichtung mit ansehen. In ihrer Verzweiflung stürzt sie sich in einen Fluss, wird aber von Nomio gerettet. Der gibt sich nun offen als Apollo zu erkennen und verzichtet auf Dorilla, die Elmiro heiraten darf. Filindo erhält Eudamia zur Frau.

### Erster Akt
Liebliche Landschaft mit Hügeln und blühenden Wiesen
Szene 1. Hirten und Nymphen besingen fröhlich den kommenden Frühling (Chor: „Dell’ aura al sussurar“). Unter ihnen befindet sich das Paar Dorilla und Elmiro. Dorilla sorgt sich über ihre gemeinsame Zukunft. Bislang konnten sie ihre unstandesgemäße Beziehung vor ihrem Vater, König Admeto, geheim halten, doch wenn er davon erfährt, wird sein Zorn groß sein. Elmiro versichert ihr, dass er ihr immer treu sein werde (Arie Elmiro: „La speranza lusinghiera“ bzw. „Mi lusinga il dolce affetto“).
Szene 2. König Admeto informiert seine Tochter darüber, dass der Drache Pitone die Stadt und das Königreich bedroht. Dorilla glaubt, dass nur ein Opfer die Götter besänftigen könne, und schlägt vor, das Orakel zu befragen (Arie Dorilla: „Vedrai, che se sdegnata“ bzw. „La speranza ch’in me sento“)
Szene 3. Der Hirte Nomio fragt Admeto, welche Belohnung er demjenigen geben werde, der das Ungeheuer erlegt. Admeto meint, er könne niemanden in solche Gefahr bringen. Er will sich auf das geplante Opfer verlassen und macht sich auf den Weg zum Orakel (Arie Admeto: „Dall’ orrido soggiorno“).
Szene 4. Alleine zurückgeblieben, beklagt Nomio (eigentlich Gott Apollo persönlich) sein Schicksal, als Hirte auf der Erde leben zu müssen, wozu er vom Götterkönig verurteilt wurde. Er denkt an seine früheren Geliebten Dafne und Clizia und fragt sich, wohin ihn seine jetzige Liebe zu Dorilla wohl führen wird (Arie Nomio „Se al mio ben rivolgo il ciglio“).
Ein dem Orakel von Tempe geweihter Platz mit Altar und einer Statue, umgeben von Platanen und Lorbeer
Szene 5. Admeto, Dorilla, Elmiro und die Hirten beschwören das Orakel (Chor: „Gemiti, lagrime d’un Popol misero“). Zur Verwunderung aller verwandeln sich einige der Platanen und Lorbeerbäume in Zypressen, während sich auf den Blättern der anderen Blut zeigt. Oberhalb der Statue erscheint eine Schrift: „Der Zorn wird besänftigt, wenn Dorilla dem Pitone geopfert wird.“ Elmiro will dies nicht zulassen, doch Admeto sieht keinen anderen Ausweg. Er verabschiedet sich von seiner Tochter. Als er die Szene verlässt, bedecken sich die Bäume mit goldenen Blättern, und die Altarflamme entzündet sich.
Szene 6. Dorilla und Elmiro beklagen den Spruch und ihren herzlosen Vater. Dennoch ist Dorilla bereit, das Opfer auf sich zu nehmen.
Szene 7. Die Schäferin Eudamia versucht, den verzweifelten Elmiro zu trösten, indem sie ihm ihre Liebe erklärt. Als er sie zurückweist, droht sie, Admeto von seiner Beziehung mit Dorilla zu erzählen. Elmiro ist alles egal (Arie Elmiro: „Non è ver, ch’il nostro core“ bzw. „Saprò ben con petto forte“).
Szene 8. Eudamia hat selbst einen anderen Verehrer, den Hirten Filindo. Obwohl sie seine Gefühle nicht erwidert, macht sie ihm Hoffnung. Sie beauftragt ihn, Elmiro zu beschatten (Arie Eudamia: „Al mio amore il tuo risponda“).
Szene 9. Filindo erkennt, dass Eudamia ihn nur ausnutzen will (Arie Filindo: „Rete, lacci e strali“).
Meeresküste
Szene 10. Tempeldiener führen Dorilla zum Opferplatz und binden sie an einen Felsen. In der Ferne zeigt sich bereits das Monster.
Szene 11. Nomio tötet den Drachen und befreit Dorilla. Ihr Vater führt sie fort.
Szene 12. Während Nomio der Geretteten nachschaut, schneiden die Hirten dem Drachen den Kopf als Trophäe ab, stecken ihn auf eine Speerspitze und tanzen (Chor: „Lieta, o Tempe, già spirò“ – Solo: „Ogni cuor grato si mostri“ – Chor: „Quel teschio orribile“).

### Zweiter Akt
Grotte mit Blick auf das Wasser
Szene 1. Elmiro und Dorilla sind glücklich über ihre Rettung. Dennoch sorgt sich Elmiro über die Zukunft. Er fürchtet, dass der Sieger Nomio um sie werben könnte. Dorilla versichert Elmiro ihre Treue (Arie Dorilla: „Come l’onde in mezzo al mare“).
Szene 2. Elmiro glaubt nicht, dass Dorilla der Macht ihres Vaters widerstehen kann (Arie Elmiro: „Vorrei da lacci sciogliere“).
Szene 3. Admeto bietet Nomio eine Belohnung für seine Tat an. Der bittet um die Hand Dorillas. Admeto ist einverstanden.
Szene 4. Admeto führt Nomio zu seiner Tochter und stellt sie ihm als ihren Bräutigam vor.
Szene 5. Bevor Dorilla antworten kann, erscheint Eudamia und enthüllt mit Hilfe der Zeugenaussage Filindos deren Verhältnis mit Elmiro. Obwohl Dorilla darauf beharrt, dass diese Verbindung völlig unschuldig sei, setzt Admeto ihr ein Ultimatum: Entweder sie heiratet Nomio noch diesen Abend, oder sie ist nicht länger seine Tochter (Arie Admeto: „Se ostinata à me resisti“).
Szene 6. Dorilla möchte von Eudamia wissen, warum sie sie verraten hat. Eudamia versucht zunächst, sich herauszureden. Nomio offenbart jedoch ihre Gefühle für Elmiro. Dorilla erklärt, dass Liebe nicht erzwungen werden könne. Deshalb seien sowohl Eudamias als auch Nomios Versuche sinnlos (Arie Dorilla: „Se amarti non poss’io“).
Szene 7. Nomio versichert Eudamia, dass sich Elmiro nach Dorillas Hochzeit ihr zuwenden werde (Arie Nomio: „Se penar per un bel volto“ bzw. „Bel piacer saria d’un core“).
Szene 8. Filindo wirft Eudamia ihre Hartherzigkeit vor. Sie erklärt, dass er nicht der einzige sei, der unter Liebeskummer leide (Arie Eudomia: „Arsa da rai cocenti“).
Szene 9. Filindo will diese Demütigungen nicht länger ertragen, sondern Eudamia aus seinem Herzen vertreiben (Arie Filindo: „Non vo’ che un infedele“).
Bewaldete Gebirgsgegend
Szene 10. Elmiro sucht verzweifelt nach einer Möglichkeit, Dorilla dennoch für sich zu gewinnen.
Szene 11. Admeto, Nomio, Dorilla, Eudamia und weitere Hirten steigen vom Berggipfel herab (Chor: „Con eco giuliva“). Ein Festmahl zu Ehren Nomios wird vorbereitet (Chor: „Si beva, si danzi, si canti“).
Szene 12. Filindo trifft mit einer Gruppe von Jägern und Waldhütern ein, und alle begeben sich auf die Jagd (Chor: „Alla caccia ogn’uno presti“). Die Jäger tanzen.

### Dritter Akt
Ein zu den Admetos Gemächern führender Hof
Szene 1. Filindo berichtet Admeto, dass Elmiro Dorilla entführt habe. Er verspricht, alles zu tun, um dieses Verbrechen zu rächen (Arie Filindo: „Col piacer del tuo comando“).
Szene 2. Nomio teilt Admeto mit, dass er das Paar bereits aufgespürt und zurückgebracht habe. Er bittet den König, die Strafe ausschließlich Elmiro aufzuerlegen, denn Dorilla sei gewaltsam entführt worden.
Szene 3. Die beiden Flüchtigen werden vor den König geführt. Beide versuchen, den jeweils anderen zu schützen und die Schuld auf sich allein zu nehmen. Das erzürnt Nomio so sehr, dass er seine Ansprüche auf Dorilla aufgibt und beide dem Tod überlassen will (Arie Nomio: „Fidi amanti al vostro Amore“).
Szene 4. Dorilla bemüht sich weiterhin, den Zorn ihres Vaters von Elmiro ab- und auf sich zu lenken. Admeto bleibt jedoch hart. Er verurteilt Elmiro zum Tod und befiehlt ihr, Nomio zu heiraten. Dorilla entgegnet, dass sie sich eher selbst das Leben nehmen werde, um gemeinsam mit Elmiro zu sterben (Arie Dorilla: „Il povero mio core“).
Szene 5. Admeto befiehlt, Elmiro bis zu seiner Hinrichtung zu bewachen.
Szene 6. Elmiro hat keine Angst vor dem Tod, sondern nur davor, Dorilla verlassen zu müssen. Er weist Eudamia erneut zurück, was diese zutiefst kränkt (Arie Elmiro oder Eudamia: „Più non vo’ mirar quel volto“).
Szene 7. Elmiro beklagt sein Schicksal (Arie Elmiro: „Non à più pace il cor amante“).
Wäldchen mit Fluss
Szene 8. Auch Dorilla ist zutiefst verzweifelt.
Szene 9. Admeto bringt den gefesselten Elmiro zu seiner Tochter, damit sie seine Hinrichtung mit ansehen soll. Das kann Dorilla nicht ertragen, und sie stürzt sich in den Fluss.
Szene 10. Admeto und Elmiro sehen hilflos mit an, wie Dorilla zu ertrinken droht.
Szene 11. Da erscheint Nomio mit der geretteten Dorilla in den Armen (Chor: „Ceda il duolo in riso, in giubilo“). Er gibt sich endlich als Apollo zu erkennen und sieht jetzt ein, dass er von der Liebe getäuscht wurde. Auf seinen göttlichen Befehl muss Elmiro freigelassen werden und darf Dorilla heiraten. Eudamia muss den treuen Filindo ehelichen. Alle feiern das glückliche Ende (Chor: „Il cielo ancora“).

## Musik
Die erhaltene Partitur RV 709d benötigt zwei Blockflöten, zwei Trompeten, zwei Hörner, Streicher und Basso continuo.:208 Sie enthält als Pasticcio eine Vielzahl von Arien anderer Komponisten, die bislang nicht in allen Fällen ermittelt werden konnten. Die identifizierten Stücke stammen von Johann Adolph Hasse, Geminiano Giacomelli, Leonardo Leo und Domenico Sarro.:7
Anders als sonst bei Vivaldi üblich, bezieht sich die Sinfonia hier eindeutig auf die Oper selbst. In der Partitur steht sie nicht vor der Titelseite, sondern dahinter. Der letzte Satz ist eine C-Dur-Fassung des Eröffnungssatzes von Vivaldis Violinkonzert „Der Frühling“, RV 269, aus den Vier Jahreszeiten und erscheint erneut im einleitenden Chor der Oper, einem Lobpreis auf den Frühling. Dem pastoralen Charakter der Oper entsprechen die ungewöhnlich umfangreichen Chor- und Ballett-Einlagen.
Die Oper enthält die folgenden Musiknummern:

### RV709a (Libretto), Venedig 1726
Erster Akt
- Szene 1. Chor: „Dell’aura al susurar“ = RV 909d I:1
  - Duett: „Senti quell’Usignuolo“ = RV 909d I:1
  - Chor: „E in noi la Primavera“ = RV 909d I:1
  - Duett: „Ride in Colle, e ride il Prato“ = RV 909d I:1
  - Chor: „Questa à le bella Stagion novella“ = RV 909d I:1
  - Arie (Elmiro): „Gran piacer d’amante core“
- Szene 3. Arie (Dorilla): „Nel tuo gelo (zelo) ogn’or riposa“
- Szene 4. Arie (Admeto): „Troppo cieco è chi presume“
- Szene 5. Arie (Nomio): „Vincerò quel duro petto“ – vgl. Questa Eurilla gentil RV 692.22; Fede tradita e vendicata RV Anh 127a.17 (Prag 1727)
- Szene 6. Chor: „Gemiti, lagrime d’un Popol misero“ = RV 909d I:5
- Szene 7. Arie (Dorilla): „Vado a morir, tu resta“
- Szene 8. Arie (Elmiro): „Non può dar questo mio core“ – vgl. Questa Eurilla gentil RV 692.4
- Szene 9. Arie (Eudamia): „Al mio amore il tuo risponda“ = RV 909d I:8; vgl. Aristeo RV Anh 127a.4 (Prag 1729) und Semiramide RV Anh 127a.35 (Livorno 1728)
- Szene 10. Arie (Filindo): „Rete lacci e strali adopra“ = RV 909d I:9 (Musik möglicherweise von Geminiano Giacomelli)
- Szene 12. Duett (Admeto, Dorilla): „L’anima già smarrita“
- Szene 13. Arie (Nomio): „Da più venti scossa fronda“ – vgl. Questa Eurilla gentil RV 692.11
  - Chor: „Lieta, o Tempe, già spirò“ = RV 909d I:12
  - Solo: „Ogni cuor grato si mostri“ = RV 909d I:12
  - Chor: „Quel teschio orribile“ = RV 909d I:12

Zweiter Akt
- Szene 1. Arie (Dorilla): „Se non conosci ingrato“
- Szene 2. Arie (Elmiro): „Penò sin ora il cor“
- Szene 5. Arie (Admeto): „Ti consiglia col tuo onore“
- Szene 6. Arie (Dorilla): „E l’amor mio sì forte“
- Szene 7. Arie (Nomio): „Su la sponda sta languendo“
- Szene 8. Arie (Eudamia): „Per te mio dolce amore“
- Szene 9. Arie (Filindo): „L’ingrata fuggirò“
- Szene 11. Chor: „Con eco giuliva“ = RV 909d II:11
  - Chor: „Si beva, si danzi, si canti“ = RV 909d II:11
- Szene 12. Chor: „Alla caccia ogn’uno presti“ = RV 909d II:12

Dritter Akt
- Szene 1. Arie (Filindo): „Col piacer del tuo comando“ = RV 909d III:1
- Szene 3. Arie (Nomio): „Fidi amanti che costanti“
- Szene 4. Arie (Dorilla): „Il povero mio core“ = RV 909d III:4 (Komponist unbekannt); vgl. Fede tradita e vendicata RV Anh 127a.16 (Graz 1736)
- Szene 5. Arie (Admeto): „Mille stragi, e mille morti“
- Szene 6. Arie (Eudamia): „Ah se mi sei lontano“
- Szene 7. Arie (Elmiro): „Arsa da rai cocenti“ = RV 909d II:8
- Szene 12. Chor: „Ceda il duolo in riso, in giubilo“ = RV 909d III:11
  - Chor: „Il Cielo ancora“ = RV 909d III:11

Austauscharien im Anhang des Librettos
- Szene I:3. Arie (Dorilla): „Da una nube oscura, e densa“
- Szene I:4. Arie (Admeto): „Hai forte il braccio, il core“
- Szene I:5. Arie (Nomio): „Giace languente“ – vgl. La Senna festeggiante RV 693:33
- Szene I:8. Arie (Elmiro): „Se il fiero Sibilo d’Augel rapace“ – vgl. Questa Eurilla gentil RV 692:4
- Szene I:13. Arie (Nomio): „Con qual piacer, oh Dio!“ – vgl. Questa Eurilla gentil RV 692:11
  - Chor: „A te Nomio, a te il Trofeo“
- Szene II:2. Arie (Elmiro): „Misero è quel Nocchier“
- Szene II:6. Arie (Dorilla): „Semplici se credete“
- Szene II:8. Arie (Eudamia): „Tortora innamorata“
- Szene III:1. Arie (Filindo): „In campo armato“
- Szene III:6. Arie (Eudamia): „Non mi manca o luci amate“

### RV709b (Libretto), Prag 1732
Erster Akt
- Szene 1. Chor: „Dell’ Aure all sussurar“ = RV 709d I:1
  - Duett: „Senti quel’usignuolo“ = RV 709d I:1
  - Chor: „E in noi la Primavera“ = RV 709d I:1
  - Duett: „Ride il Colle, e ride il Prato“ = RV 709d I:1
  - Chor: „Questa à le bella Stagion novella“ = RV 709d I:1
  - Chor (mit Dorilla): „Tutto il mondo spira amore“
  - Arie (Dorilla): „Nel tuo zelo ogn’or riposa“
- Szene 3. Arie (Admeto): „Troppo cieco è chi presume“
- Szene 4. Arie (Nomio): „Vincerò quel duro petto“
- Szene 5. Chor: „Gemiti, lagrime d’un Popol misero“ = RV 709d I:5
- Szene 6. Arie (Dorilla): „Vado a morir, tu resta“
- Szene 8. Arie (Eudamia): „Sperasi, che menzognera“
- Szene 9. Arie (Filindo): „Non mi è caro amar penando“
- Szene 10. Arie (Nomio): „Un bell’ardire può innamorarmi“

Zweiter Akt
- Szene 2. Chor: „Lieta, o Tempe, già spirò“
- Szene 3. Arie (Nomio): „Resto qual Pastorello“
- Szene 4. Arie (Dorilla): „Se non conosci, ingrato“
- Szene 5. Arie (Elmiro): „Fra le pene di Sorte spietata“
- Szene 6. Arie (Eudamia): „T’amo, o Caro idolo mio“
- Szene 7. Arie (Filindo): „Se vedi che splenda“
- Szene 8. Chor: „D’un Ecco giuliva“ = RV 709d II:11
  - Chor: „Qui si beva, si danzi, si canti“ = RV 709d II:11
  - Chor: „Alla caccia ogn’uno presti“

Dritter Akt
- Szene 1. Arie (Filindo): „Chi vuol goder d’amor“ – vgl. Arsilda, regina di Ponto RV 700 III:5
- Szene 3. Arie (Nomio): „Fidi amanti – Che costanti“
- Szene 4. Arie (Dorilla): „Il povero mio core“ (Komponist unbekannt)
- Szene 5. Arie (Admeto): „Mille stagi, e mille morti“
- Szene 6. Arie (Nomio): „Prenditi pur il core“
- Szene 8. Chor: „Ceda il duol, che in riso, e in giubilo“ = RV 709d III:11
  - Chor: „Il Cielo ancora“ = RV 709d III:11

### RV709c (Libretto), Venedig 1734
Erster Akt
- Szene 1. Chor: „Dell’ aura al sussurar“ = RV 709d I:1
  - Duett: „Senti quell’Usignuolo“ = RV 709d I:1
  - Chor: „E in noi la Primavera“ = RV 709d I:1
  - Duett: „Ride il Colle, e ride il Prato“ = RV 709d I:1
  - Chor: „Questa à le bella Stagion novella“ = RV 709d I:1
  - Arie (Elmiro): „La speranza lusinghiera“
- Szene 2. Arie (Dorilla): „Vedrai, che se sdegnata“
- Szene 3. Arie (Admeto): „Dall’ orrido soggiorno“ = RV 709d I:3
- Szene 4. Arie (Nomio): „Se al mio ben rivolgo il ciglio“ = RV 709d I:4
- Szene 5. Chor: „Gemiti, lagrime d’un Popol misero“ = RV 709d I:5
- Szene 7. Arie (Elmiro): „Non è ver, ch’il nostro core“
- Szene 8. Arie (Eudamia): „Al mio amore il tuo risponda“ = RV 709d I:8
- Szene 10[9]. Arie (Filindo): „Rete, lacci e strali“ = RV 709d I:10 (Musik von Geminiano Giacomelli)
- Szene 12. Chor: „Lieta, o Tempe, già spirò“ = RV 709d I:12
  - Solo: „Ogni cuor grato si mostri“ = RV 709d I:12
  - Chor: „Quel teschio orribile“ = RV 709d I:12

Zweiter Akt
- Szene 1. Arie (Dorilla): „Come l’onde in mezzo al mare“ = RV 709d II:1
- Szene 2. Arie (Elmiro): „Vorrei da lacci sciogliere“ = RV 709d II:2 (Musik von Leonardo Leo)
- Szene 5. Arie (Admeto): „Se ostinata à me resisti“ = RV 709d II:5
- Szene 6. Arie (Dorilla): „Se amarti non poss’io“ = RV 709d II:6 (ohne Textunterlegung)
- Szene 7. Arie (Nomio): „Se penar per un bel volto“
- Szene 8. Arie (Elmiro): „Arsa da rai cocenti“ = RV 709d II:8; vgl. Farnace RV 711b II:4
- Szene 9. Arie (Filindo): „Non vo’ che un infedele“ = RV 709d II:9 (Musik von Geminiano Giacomelli)
- Szene 11. Chor: „Con eco giuliva“ = RV 709d II:11
  - Chor: „Si beva, si danzi, si canti“ = RV 709d II:11
- Szene 12. Chor: „Alla caccia ogn’uno presti“ = RV 709d II:12

Dritter Akt
- Szene 1. Arie (Filindo): „Col piacer del tuo comando“ = RV 709d III:1
- Szene 3. Arie (Nomio): „Fidi amanti al vostro Amore“
- Szene 4. Arie (Dorilla): „Il povero mio core“ = RV 709d III:4 (Komponist unbekannt)
- Szene 6. Arie (Elmiro): „Più non vuò mirar quel volto“ = RV 709d III:6
- Szene 7. Arie (Elmiro): „Non à più pace il cor amante“ = RV 709d III:7 (Musik von Johann Adolph Hasse)
- Szene 11.[A 4] Chor: „Ceda il duolo in riso, in giubilo“ = RV 709d III:11
  - Chor: „Il cielo ancora“ = RV 709d III:11

### RV709d (Partitur), ohne Angabe von Ort und Datum
- Sinfonia
  - 1. … (C-Dur) – für Streicher und Basso continuo; vgl. Farnace RV 711.1
  - 2. Andante (C-Dur) – für Violine I/II, Viola und Basso continuo; vgl. Farnace RV 711.2
  - 3. Allegro (C-Dur) – für Streicher und Basso continuo; vgl. Violinkonzert E-Dur „La primavera“ RV 269.1 aus den Vier Jahreszeiten

Erster Akt
- Szene 1. Chor (SATB): „Dell’aura al sussurar dall’onde al Mormorar“ – Allegro (C-Dur); für Streicher und Basso continuo
  - Solo (zwei Nymphen unisono): „Senti quel Usignuolo siù la nacente fronda“ – Allegro (C-Dur); für Streicher und Basso continuo
  - Chor (SATB): „E in noi di Primavera d’amor lieta“ – … (C-Dur); für Streicher und Basso continuo
  - Solo (zwei Hirten unisono): „Ride il colle e ri de il Prato“ – … (C-Dur); für zwei Flöten, Streicher und Basso continuo (ohne Cembalo)
  - Chor (SATB): „Quest’è la bella stagion“ – … (C-Dur); für Streicher und Basso continuo
  - Rezitativ: „Or frà questi ò Dorilla“
  - Arie (Elmiro): „Mi lusinga il dolce affetto“ – … (B-Dur); für Streicher und Basso continuo (aus Johann Adolph Hasse: Catone in Utica)
- Szene 2. Rezitativ: „Figlia, Nomio, oh Dei!“
  - Arie (Dorilla ?): „La speranza ch’in me sento“ – Vivace (g-Moll); für Streicher und Basso continuo (wahrscheinlich nicht von Vivaldi)
- Szene 3. Rezitativ: „Quale signor daresti“
  - Arie (Admeto): „Dall’orrido soggiorno“ – Un poco Andante (g-Moll); für Streicher und Basso continuo (wahrscheinlich nicht von Vivaldi)
- Szene 4. Rezitativ: „Se Apollo io son sotto mentite spoglie“
  - Arie (Nomio): „Se al moi ben rivolgo il ciglio“ – … (D-Dur); für Streicher und Basso continuo (wahrscheinlich nicht von Vivaldi)
- Szene 5. Rezitativ (Admeto): „Nume tu che di tempre“ – Adagio (g-Moll); für Streicher und Basso continuo
  - Chor (SATB): „Gemiti e lagrime d’un popol misero“ – … (c-Moll); für Streicher und Basso continuo
  - Rezitativ: „Quale portento? Oh Dio!“
- Szene 6. Rezitativ: „Fiero destin che sento?“
- Szene 7. Rezitativ: „Senza l’uso de’ sensi immobil resto“
  - Arie (Elmiro): „Saprò(pri) ben con petto forte“ – Allegro (G-Dur); für Streicher und Basso continuo (Musik von Johann Adolph Hasse)[5]:7
- Szene 8. Rezitativ: „D’un tal disprezzo à fronte“
  - Arie (Eudamia): „Al mio amore il tuo risponda“ – Allegro non molto (B-Dur); für Violine I/II, Viola und Basso continuo (wahrscheinlich nicht von Vivaldi)
- Szene 9. Rezitativ: „Ancor questo di più. Mio cuor, che dici?“
  - Arie (Filindo): „Rete lacci e strali adopra“ – … (D-Dur); für Streicher und Basso continuo (aus Geminiano Giacomelli: Alessandro Severo, dort auf den Text „Forte lume esposto al vento“)
- Szene 10. Rezitativ: „Quest’è il Campo fatal“
  - Rezitativ (Dorilla): „Numi ch’il Ciel reggete“ – für Cembalo
  - Rezitativ: „Già viene il mostro. Oh Dio“
- Szene 11. Rezitativ: „Non temer, ò Dorilla!“
- Szene 12. Rezitativ: „Parte cosi Dorilla, senza gettarmi in volto“
  - Chor (S/A, T/B): „Lieta o Tempe già spirò“ – … (A-Dur); für Violine I/II, Viola und Basso continuo (vermutlich von Vivaldi)
  - Solo: „Ogni cuor gratto si mostri“ – Allegro (C-Dur); für Streicher und Basso continuo
  - Chor (SATB): „Quel teschio orribile in alto appendasi“ – Allegro (A-Dur); für Streicher und Basso continuo (vermutlich von Vivaldi)

Zweiter Akt
- Szene 1. Rezitativ: „Ah che da tanta gioia“
  - Arie (Dorilla): „Come l’onde in mezzo al mare“ – … (Es-Dur); für Streicher und Basso continuo (wahrscheinlich nicht von Vivaldi)
- Szene 2. Rezitativ: „Ah che non val costanza“
  - Arie (Elmiro): „Vorrei da lacci sciogliere“ – … (g-Moll); für Streicher und Basso continuo (aus Leonardo Leo: Demetrio)
- Szene 3. Rezitativ: „Admeto Padre, e Rè se hà quanto basta“
- Szene 4. Rezitativ: „Del Genitor ai cenni“
- Szene 5. Rezitativ: „Mà in tal contrasto il fine tuo più degno“
  - Arie (Admeto): „Se ostinata à me risisti“ – … (F-Dur); für Streicher und Basso continuo (Musik von Domenico Sarro)[5]:7
- Szene 6. Rezitativ: „Mà dimmi tu qual parte“
  - Arie (Dorilla): (ohne Gesangstext, vorbereitet für eine Vertonung von „Se amarti non poss’io“) – … (g-Moll); für Violine I/II und Basso continuo (wahrscheinlich nicht von Vivaldi)
- Szene 7. Rezitativ: „Grande fatalità de nostri affetti“
  - Arie (Nomio): „Bel piacer saria d’un core“ – Largo (A-Dur); für Streicher und Basso continuo (aus Geminiano Giacomelli:[5]:7 Semiramide riconosciuta)
- Szene 8. Rezitativ: „Ingrata Eudamia, à rendermi infelice“
  - Arie (Eudomia): „Arsa da rai cocenti“ – Allegro non molto (F-Dur); für Streicher und Basso continuo (vermutlich von Vivaldi); vgl. Farnace RV 711d II:9
- Szene 9. Rezitativ: „Che deggio far?“
  - Arie (Filindo): „Non vo’ che un infedele“ – … (G-Dur); für Streicher und Basso continuo (aus Geminiano Giacomelli: Alessandro Severo)
- Szene 10. Rezitativ: „Misero Elmiro, oh Dio“
- Szene 11. Chor (SATB): „Con eco giuliva“ – Allegro (C-Dur); für zwei Hörner, Streicher und Basso continuo (vermutlich von Vivaldi)
  - Rezitativ: „Tempe qui tutta vedi“
  - Chor (SATB): „Si beva, si danza, si canti“ – Allegro (C-Dur); für Streicher und Basso continuo (vermutlich von Vivaldi)
- Szene 12. Rezitativ: „Stuolo da cacciatori“
  - Sinfonia al ballo – Presto (F-Dur); für zwei Hörner, Streicher und Basso continuo (vermutlich von Vivaldi)
  - Chor (SATB): „Alla caccia ogn’uno presti“ – Allegro (C-Dur); für zwei Hörner, Streicher und Basso continuo (vermutlich von Vivaldi)

Dritter Akt
- Szene 1. Rezitativ: „Di Dorilla ò signor tosto in soccorso“
  - Arie (Filindo): „Col piacer del tuo comando“ – … (D-Dur); für Streicher und Basso continuo (wahrscheinlich nicht von Vivaldi)
- Szene 2. Rezitativ: „Ah indegna figlia! Forse serbata fosti in vita“
- Szene 3. Rezitativ: „E tu audace sù l’orme“
- Szene 4. Rezitativ: „Ah Padre deh permetti“
  - Arie (Dorilla): „Il povero mio core nell’aspro“ – Tempo giusto (a-Moll); für Violine I/II, Viola und Basso continuo (wahrscheinlich nicht von Vivaldi); vgl. Catone in Utica RV 705 II:12; Ipermestra RV 722 II:12; Siroe re di Persia RV 735b II:15
- Szene 5. Rezitativ: „Olà costui fra tanto“
- Szene 6. Rezitativ: „Ne all’amor della vita già infelice“
  - Arie (Eudamia): „Più non vo’ mirar quel volto“ – Allegro (Es-Dur); für Streicher und Basso continuo (vermutlich von Vivaldi); vgl. L’Atenaide RV 702b III:5
- Szene 7. Rezitativ: „Eh ch’in vano tu speri“
  - Arie (Elmiro): „Non ha più pace il cor amante“ – Allegro (A-Dur); für Streicher und Basso continuo (aus Johann Adolph Hasse: Cajo Fabrizio)
- Szene 8. Rezitativ: „Desolata Dorilla volger l’incerto piè“
- Szene 9. Rezitativ: „All’immimente scena spettatrice“
- Szene 10. Rezitativ: „Ahimè! Ferma deh oh Dio soccoretela“
- Szene 11. Chor (SATB): „Ceda il duolo in riso in giubilo“ – Allegro molto (D-Dur); für zwei Trompeten, Streicher und Basso continuo (vermutlich von Vivaldi)
  - Rezitativ: „Admetto ecco tua Figlia“
  - Chor (SATB): „Il cielo an cora tal s’inna mora“ – Allegro molto (D-Dur); für zwei Trompeten (?), Streicher und Basso continuo (vermutlich von Vivaldi)

## Werkgeschichte
Die Uraufführung der Erstfassung von Vivaldis Oper Dorilla in Tempe fand am 9. November 1726 im venezianischen Teatro Sant’Angelo statt. Das Libretto stammte von Antonio Maria Lucchini. Es sangen Lorenzo Moretti (Admeto), Angela Capuano (Dorilla), Maria Maddalena Pieri (Elmiro), Filippo Finazzi (Nomio/Apollo), Anna Girò (Eudamia) und Domenico Giuseppe Galletti (Filindo). Die Mezzosopranistin Anna Girò sang hier erstmals in einem Werk von Vivaldi, dem sie anschließend lebenslang verbunden blieb. Die beiden Arien „Al mio amore il tuo risponda“ (Eudamia) und „Il povero mio core“ (Dorilla) aus dieser Oper sang sie auch später immer wieder. Antonio Mauro schuf sorgfältig ausgearbeitete Bühnenbilder. Die Ballette, zu denen oft auch der Chor sang, wurden teilweise von Giovanni Galletto choreografiert. Von dieser Fassung ist nur das Libretto erhalten. Einige der Original-Arien sind vermutlich in der Partitur von RV 709d (s. u.) überliefert. Noch während der Aufführungsserie wurde das Werk überarbeitet. Die Texte von elf ausgetauschten Stücken finden sich in einen nachträglich gedruckten Anhang des Librettos. Einem zeitgenössischen Bericht zufolge war die Produktion weit besser besucht als „das Werk an San Moisè“, die Antonio Cortona zugeschriebene Oper L’amor indovino.:389
Von einer Aufführung aus dem Jahr 1728 in einem „Teatro Brugnolo in Campo a Santa Margherita“ (vermutlich ebenfalls in Venedig) ist ein handschriftliches Libretto mit identischem Text ohne die Änderungen des Anhangs erhalten. Es ist unsicher, ob Vivaldi an dieser Produktion Anteil hatte. Sein Name ist ebenso wenig erwähnt wie diejenigen des Librettisten oder der Sänger.

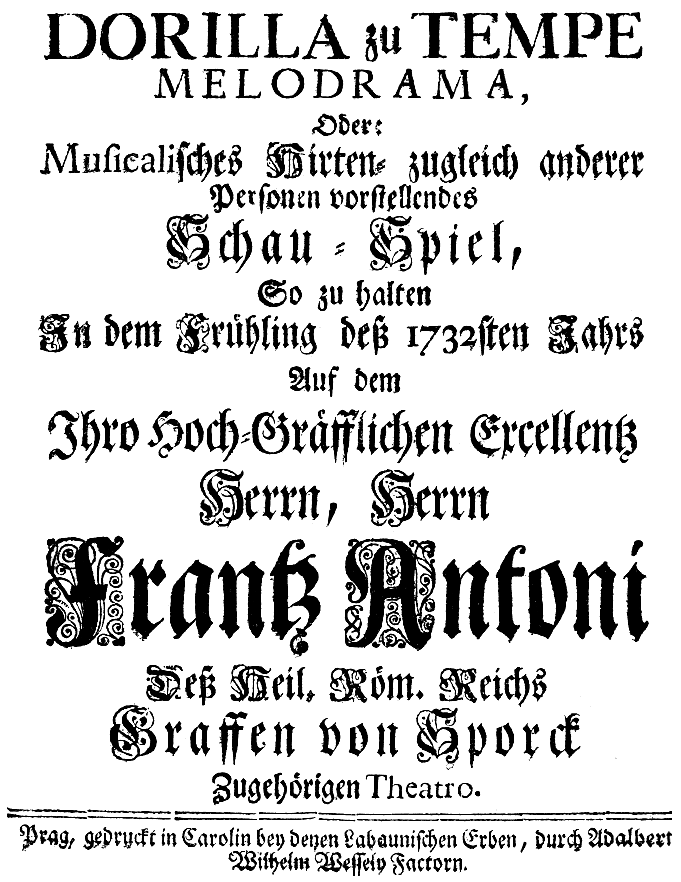
Deutsches Titelblatt des Librettos, Prag 1732

Im Frühling 1732 wurde Dorilla in Tempe im Theater des Grafen von Sporck in Prag gespielt. Auch hiervon ist nur das Libretto (mit deutscher Übersetzung) erhalten. Es unterscheidet sich deutlich von der Urfassung und trägt im Ryom-Verzeichnis die Nummer 709b. Es sangen Giovanni Micheli (Admeto), Anna Cosimi (Dorilla), Antonio Denzi[o] (Elmiro), Giacinta Costantini (Nomio/Apollo), Cecilia Ramis (Eudamia) und Margherita Flora (Filindo).
Eine Pasticcio-Fassung der Oper (RV 709c), bei der auch Arien anderer Komponisten gesungen wurden, wurde in der Karnevalsaison 1734 wieder im Teatro Sant’Angelo gezeigt. Das Libretto wurde von Bartolomeo Vitturi überarbeitet. Die verwendete Partitur ist nicht überliefert. Die Sänger waren Massimiliano Miller (Admeto), Anna Caterina della Parte (Dorilla), Francesco Bilanzoni (Elmiro), Angela Zanucchi (Nomio/Apollo), Marta Arrigoni (Eudamia) und Mariano Nicolini (Filindo). Die Premiere wurde vom Publikum „mit Applaus“ aufgenommen. Die Produktion verlor aber anschließend an Zuspruch. Die im Vergleich zu 1726 vollständig ausgetauschte Besetzung ohne Mitwirkung von Anna Girò lässt vermuten, dass sich Vivaldi zu dieser Zeit nicht in Venedig aufhielt.:439
Von keiner der bekannten Produktionen ist eine Aufführungspartitur erhalten. In Turin ist stattdessen eine unvollständige teilautographe Partitur überliefert. Sie gehört offenbar zu einer nicht anderweitig belegbaren Wiederaufführung der Fassung von 1734. Während der Text der Rezitative im Vergleich zu RV 907c unverändert blieb, gibt es größere Abweichungen in der Musik: Mehrere Arien wurden ausgetauscht, und in einigen Fällen passte Vivaldi persönlich die Kadenzen der Rezitative an geänderte Tonarten der jeweiligen Folgestücke an.
1993 gab es eine Neuproduktion in Nizza unter der Leitung des Dirigenten Gilbert Bezzina, von der auch ein CD-Mitschnitt veröffentlicht wurde.
Der Dirigent Diego Fasolis stellte das Werk 2014 konzertant in Lausanne vor. Er spielte es anschließend auf CD ein.
Im April 2019 kam die Oper wieder nach Venedig. Das Ensemble des Teatro La Fenice zeigte es im Teatro Malibran in einer Inszenierung von Fabio Ceresa. Die musikalische Leitung hatte erneut Diego Fasolis. Die Titelrolle sang Manuela Custer. Die Produktion wurde im November desselben Jahres von der Wexford Festival Opera übernommen, im Radio übertragen und als Videostream ins Internet gestellt.

## Aufnahmen
- 1993 – Gilbert Bezzina (Dirigent), Ensemble Baroque de Nice, Chœur de l’Opéra de Nice.
 Philippe Cantor (Admeto), María Cristina Kiehr (Dorilla), John Elwes (Elmiro), Jean Nirouët (Nomio/Apollo), Consuelo Caroli (Eudamia), Laure Florentin (Filindo).
 Studioaufnahme; Fassung von 1734, leicht gekürzt.
 Pierre Verany CD: PV 79409 2 (2 CDs).[12]
- 1.–9. Mai 2014 und 26.–29. Juli 2017 – Diego Fasolis (Dirigent), I Barocchisti, Coro della Radiotelevisione svizzera.
 Christian Senn (Admeto), Romina Basso (Dorilla), Serena Malfi (Elmiro), Marina de Liso (Nomio/Apollo), Sonia Prina (Eudamia), Lucia Cirillo (Filindo).
 Studioaufnahme; Fassung von 1734; Edition von Alberto Stevanin; mit Fédéric Delameas Rekonstruktion der Arie „Fidi amanti“.
 Naïve OP 30560, Vivaldi-Edition Vol. 55.[5]
- 2. November 2019 – Andrea Marchiol (Dirigent), Orchester und Chor der Wexford Festival Opera.
 Marco Bussi (Admeto), Manuela Custer (Dorilla), Josè Maria Lo Monaco (Elmiro), Veronique Valdés (Nomio/Apollo), Laura Margaret Smith (Eudamia), Rosa Bove (Filindo).
 Live aus dem O’Reilly Theatre in Wexford; Fassung von 1734; auch als Video.
 Videostream im Internet; Radioübertragung u. a. auf hr2-kultur.[18][17]

## Digitalisate
- Dorilla in Tempe, RV 709: Noten und Audiodateien im International Music Score Library Project
- Libretto (italienisch), Venedig 1726. Digitalisat des Münchener Digitalisierungszentrums
- Libretto (italienisch/deutsch), Prag 1732. Digitalisat bei Google Books
- Libretto (italienisch), Venedig 1734. Digitalisat der Biblioteca Nazionale Braidense